# Syllepte angustimaculalis
Syllepte angustimaculalis is een vlinder uit de familie van de grasmotten (Crambidae), uit de onderfamilie van de Spilomelinae. De wetenschappelijke naam van deze soort is voor het eerst voorgesteld door Jinshichi Shibuya in een publicatie uit 1931.
De soort komt voor in China (Guangdong).